# Vissel
Die Vissel (auch Visselbach) ist ein 11,8 Kilometer langer Bach in der Lüneburger Heide. Er entspringt im Zentrum von Visselhövede, in einer der stärksten Quellen des niedersächsischen Tieflandes, fließt zunächst in nördlicher und später in nordwestlicher Richtung und mündet südwestlich von Bothel in die Rodau.

## Name
Der Name leitet sich vom altsächsischischen *Fisila ab, das mit dem niederdeutschen Wort fisseln „fein regnen“ in Zusammenhang steht.

## Zustand
An seinem Oberlauf, im Bereich der Stadt Visselhövede, besitzt der Bach die Gewässergüte II–III (kritisch belastet), geht später aber in die Güteklasse II (mäßig belastet) über.

## Befahrungsregeln
Zum Schutz, dem Erhalt und der Verbesserung der Fließgewässer als Lebensraum für wild lebende Tiere und Pflanzen erließ der Landkreis Rotenburg (Wümme) 2015 eine Verordnung für sämtliche Fließgewässer. Seitdem ist das Befahren der Vissel ganzjährig verboten.